# قلعة ميرامار
قلعة ميرامار هي قلعة تقع على خليج ترييستي في ترييستي شمال شرق إيطاليا. تم بنائها في الفترة من 1856 حتى 1860.